# Un hombre de negocios
Un hombre de negocios és una pel·lícula dramàtica espanyola del gènere de comèdia estrenada el desembre 1945 i dirigida per Lluís Lúcia i Mingarro.

## Sinopsi
Nina va enganyar al seu oncle d'Amèrica dient-li que està casada. Quan el seu oncle ve de viatge a Espanya Nina ha de buscar un actor, Fernando, per tal que es faci passar pel seu marit.

## Repartiment
- Josita Hernán - Nina
- Antonio Casal - Fernando
- Juan Espantaleón - Oncle Anselmo
- María Isbert - Cayetana
- José Isbert - Dimas

## Premis
Medalles del Cercle d'Escriptors Cinematogràfics
| Any  | Categoria                | Pel·lícula   | Resultat   |
| ---- | ------------------------ | ------------ | ---------- |
| 1945 | Millor actriu secundària | María Isbert | Guanyadora |